# Ján Komorovský
Ján Komorovský (2. června 1924 Trenčín – 2012 Trenčín) byl slovenský religionista. Působil na postu profesora na Komenského univerzitě v Bratislavě.
Ján Komorovský založil Slovenskou společnost pro studium náboženství a Hieron, první religionistický časopis na Slovensku.

## Výběrová bibliografie
- Seznam děl v Souborném katalogu ČR, jejichž autorem nebo tématem je Ján Komorovský
- Mytologie jako náboženství a folklór, 1973
- Slované, 1973
- Vedecký odkaz Alexandra Nikolajeviča Veselovského, 1992
- Religionistika: Veda o náboženstvách sveta a jej pomocné disciplíny, 1994